# Леонор (Илиноис)
Леонор (енгл. Leonore) град је у америчкој савезној држави Илиноис.

## Демографија
По попису из 2010. године број становника је 130, што је 20 (18,2%) становника више него 2000. године.
| Група             | 2000.       | 2010.        |
| Белци             | 107 (97,3%) | 130 (100,0%) |
| Афроамериканци    | 0 (0,0%)    | 0 (0,0%)     |
| Азијати           | 0 (0,0%)    | 0 (0,0%)     |
| Хиспаноамериканци | 2 (1,8%)    | 0 (0,0%)     |
| Укупно            | 110         | 130          |